# 大帽山

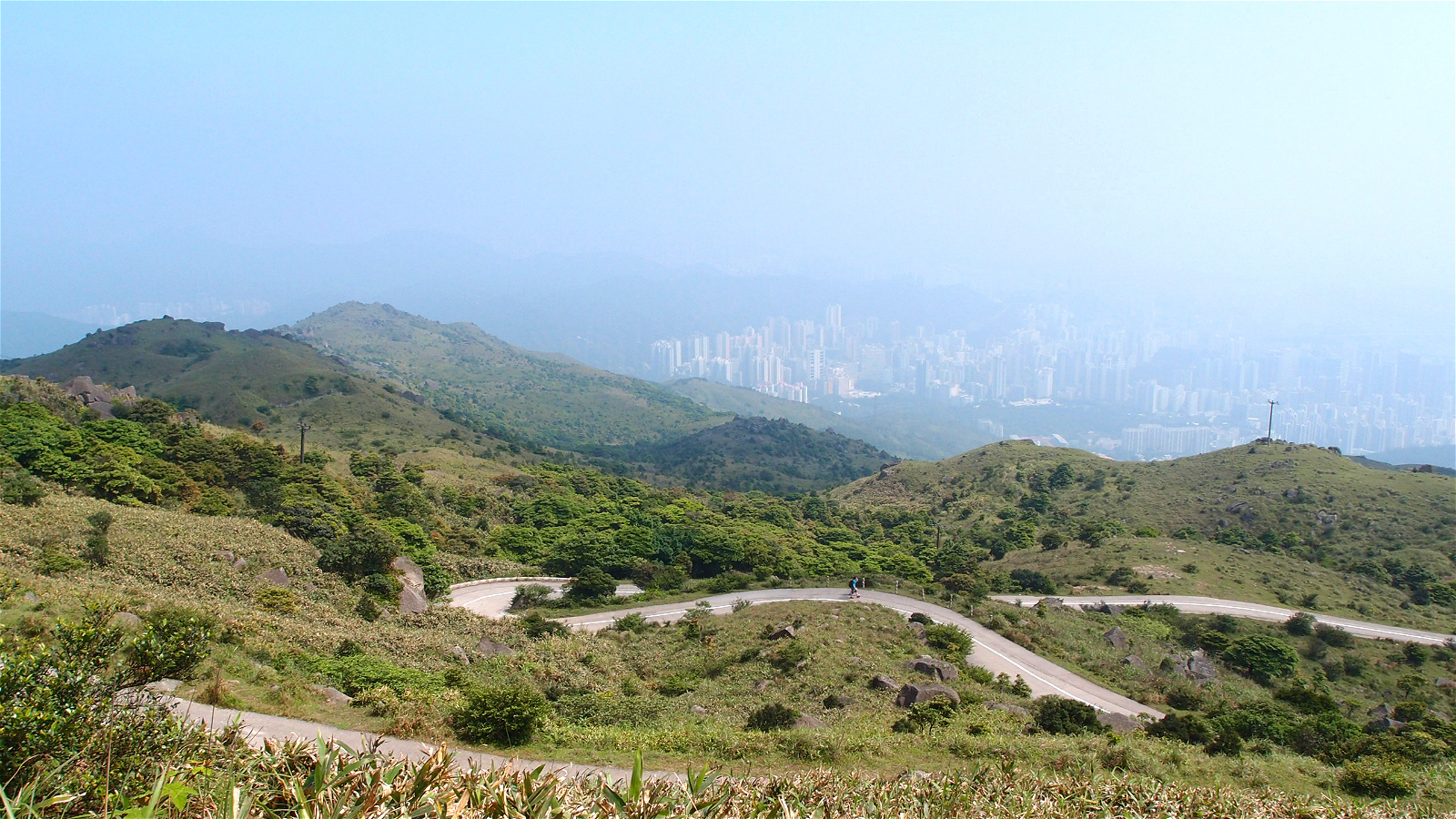
大帽山髮夾彎是賞雲海和日出的熱門地點

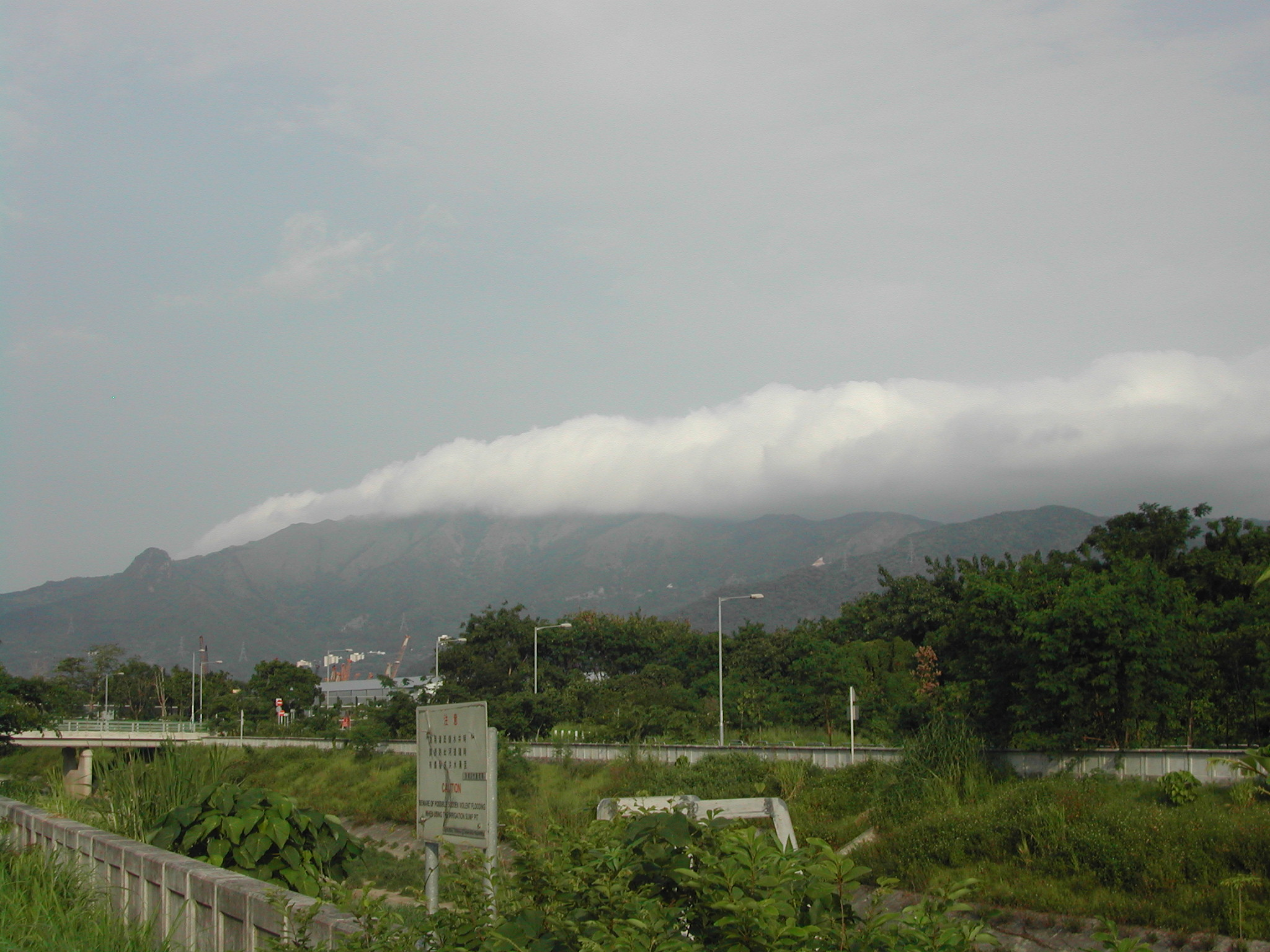
雲霧中的大帽山

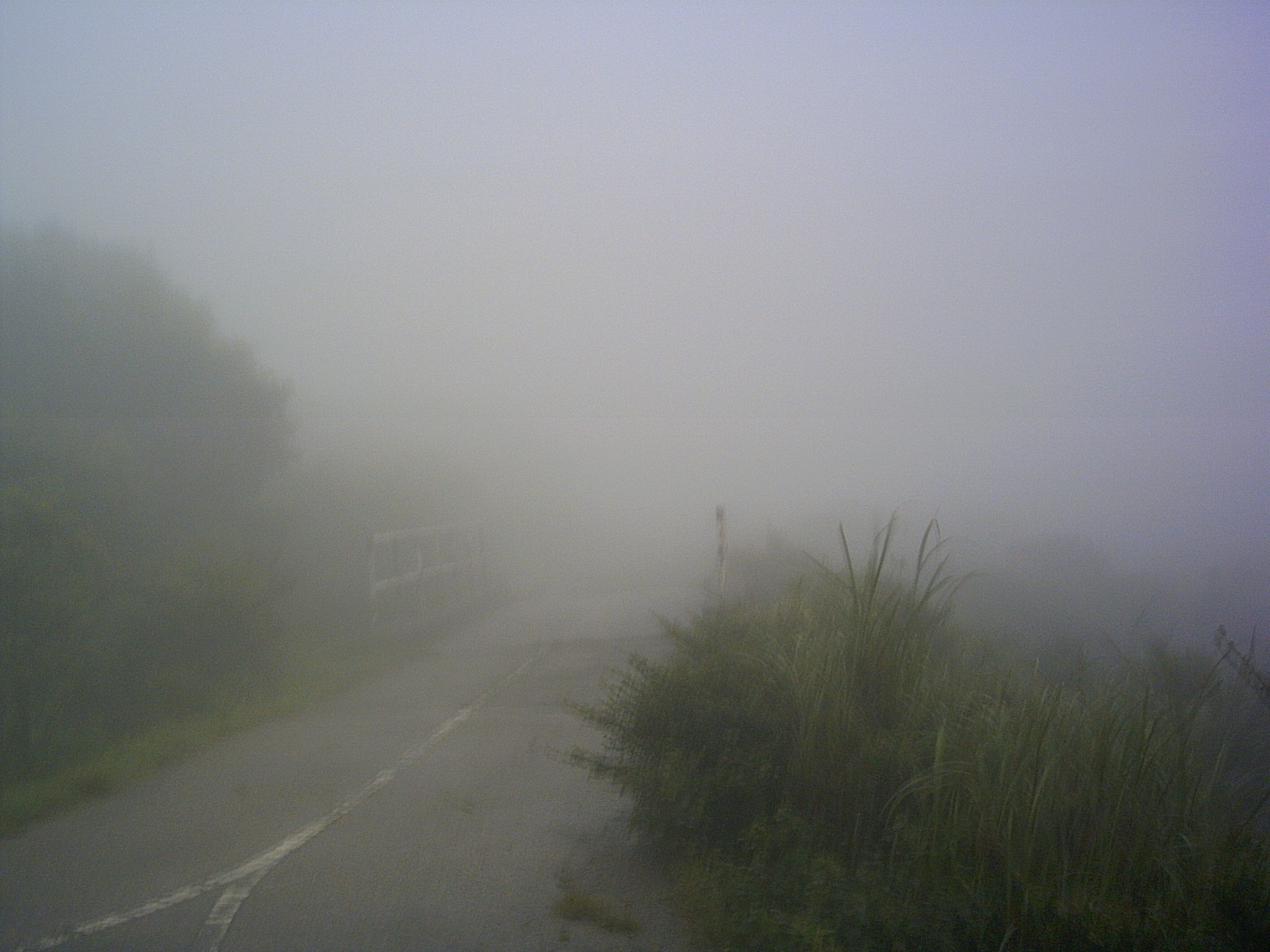
大帽山的霧景

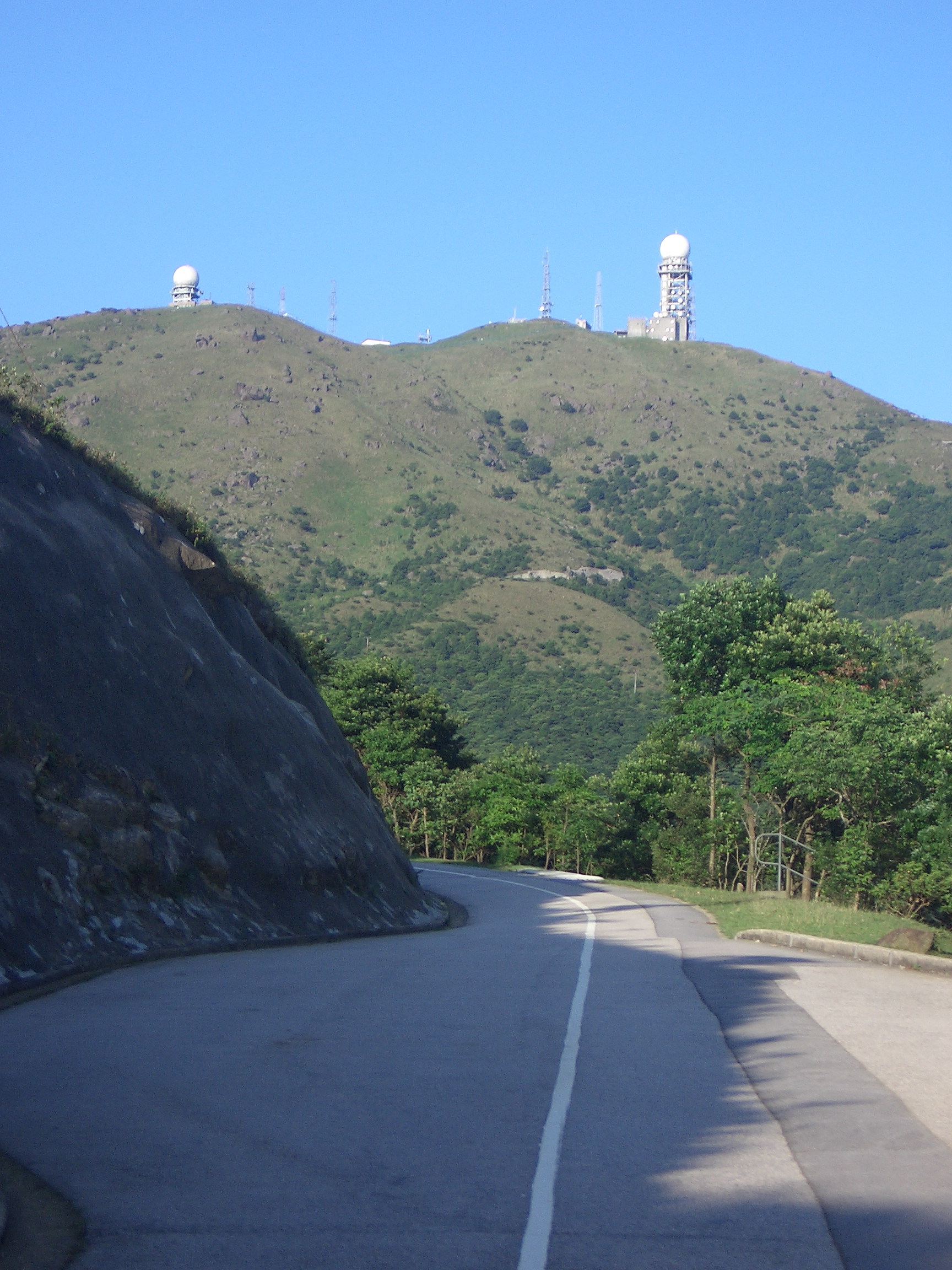
大帽山林道仰望萬里晴空下山頭清晰可見

大帽山（英語：Tai Mo Shan），根據清代<新安縣志>記載，大帽山是因山形像古時候的冠帽而得名，民間俗稱「大霧山」，是香港最高的山峰，海拔957米，比第二高的山峰鳳凰山高23米，但其坡度相對平緩。大帽山位於新界中部，範圍廣闊，被劃入大帽山郊野公園和城門郊野公園之內。行政規劃中屬於荃灣區、元朗區和大埔區。大帽山上多條山脊均有名稱，而其山脊線的平均高度在海拔六、七百米或以上。

## 地理資料
大帽山主要由火山岩組成，山谷中亦有不少沉積岩。山坡的上半部露出山脊，亦有一些石澗由高地流到深淵山谷。東南部主要可分為三條主流，大曹石澗下曹公潭，大圓石澗下三疊潭及大城石澗下城門水塘；東北部與支脈觀音山相互由梧桐寨瀑布開始，下經林村谷匯合大埔河後在太和邨附近流出吐露港。西南部由甲龍至河背水塘引水道經蓮花山及田夫仔下大欖涌水塘。大帽山位處香港中央，亦是香港最高峰。諸澗發源大帽，群脊伸延八方，前白略有梧桐水系、大雷水系、大石水系、大曹水系、大圓水系及大城水系，後者有觀音山延脈、鹿山延脈、草山及針山延脈等，可通之途、可組之線多姿多采，各色其色，山頂飽覽香港絕大部份地方，天色好時更可遠望廣東，是一座令人難忘的山體。

## 氣候與景觀
大帽山為全香港平均溫度最低的地方之一，全年總平均溫度只有攝氏17.2度左右，比香港市區平均的攝氏23.3度低6.1度。每當寒冬下市區溫度徘徊10度左右時，清晨山頭溫度多已接近冰點（0度）或更低，並會出現強烈的風寒效應，此時登山的遊客會感到比實際溫度低數度至十度左右的體感溫度，若做不足保暖措施便會增加凍傷的風險。因此冬季時有結冰或霜凍現象，甚至會間中出現凍雨、霰、雨夾雪及輕微降雪的冬季特殊天氣現象。全年亦有103天處於寒冷天氣（最低氣溫低於12.0度）狀態，乃全港之冠。另全年平均相對濕度亦高達百分之89，尤其每年三、四月霧氣最濃。而大帽山的極端最高溫為29.6度；極端最低温為零下6.7度。
| 大帽山（1997-2025） | 大帽山（1997-2025） | 大帽山（1997-2025） | 大帽山（1997-2025） | 大帽山（1997-2025） | 大帽山（1997-2025） | 大帽山（1997-2025） | 大帽山（1997-2025） | 大帽山（1997-2025） | 大帽山（1997-2025） | 大帽山（1997-2025） | 大帽山（1997-2025） | 大帽山（1997-2025） | 大帽山（1997-2025） |
| 月份                | 1月                 | 2月                 | 3月                 | 4月                 | 5月                 | 6月                 | 7月                 | 8月                 | 9月                 | 10月                | 11月                | 12月                | 全年                |
| ------------------- | ------------------- | ------------------- | ------------------- | ------------------- | ------------------- | ------------------- | ------------------- | ------------------- | ------------------- | ------------------- | ------------------- | ------------------- | ------------------- |
| 历史最高温 °C（°F） | 22.4 (72.3)         | 23.2 (73.8)         | 24.3 (75.7)         | 27.4 (81.3)         | 28.8 (83.8)         | 29.5 (85.1)         | 29.6 (85.3)         | 29.4 (84.9)         | 28.9 (84.0)         | 27.5 (81.5)         | 25.2 (77.4)         | 24.2 (75.6)         | 29.5 (85.1)         |
| 平均高温 °C（°F）   | 14.1 (57.4)         | 15.1 (59.2)         | 17.3 (63.1)         | 19.9 (67.8)         | 22.2 (72.0)         | 23.6 (74.5)         | 24.4 (75.9)         | 24.6 (76.3)         | 23.9 (75.0)         | 21.3 (70.3)         | 18.4 (65.1)         | 14.9 (58.8)         | 20.0 (68.0)         |
| 日均气温 °C（°F）   | 10.6 (51.1)         | 11.9 (53.4)         | 14.4 (57.9)         | 17.3 (63.1)         | 20.1 (68.2)         | 21.7 (71.1)         | 22.2 (72.0)         | 22.2 (72.0)         | 21.2 (70.2)         | 18.4 (65.1)         | 15.4 (59.7)         | 11.5 (52.7)         | 17.2 (63.0)         |
| 平均低温 °C（°F）   | 7.9 (46.2)          | 9.3 (48.7)          | 12.0 (53.6)         | 15.3 (59.5)         | 18.3 (64.9)         | 20.1 (68.2)         | 20.5 (68.9)         | 20.4 (68.7)         | 19.5 (67.1)         | 16.5 (61.7)         | 13.2 (55.8)         | 8.9 (48.0)          | 15.2 (59.4)         |
| 历史最低温 °C（°F） | −6.0 (21.2)         | −1.8 (28.8)         | −2.0 (28.4)         | 5.6 (42.1)          | 9.3 (48.7)          | 14.0 (57.2)         | 16.8 (62.2)         | 16.8 (62.2)         | 13.3 (55.9)         | 5.7 (42.3)          | −0.3 (31.5)         | −3.3 (26.1)         | −6.0 (21.2)         |
| 平均降水量 mm（）   | 40.0 (1.57)         | 47.3 (1.86)         | 89.7 (3.53)         | 146.1 (5.75)        | 330.3 (13.00)       | 490.7 (19.32)       | 406.8 (16.02)       | 408.5 (16.08)       | 299.8 (11.80)       | 120.4 (4.74)        | 40.0 (1.57)         | 25.9 (1.02)         | 2,445.5 (96.28)     |
| 平均相對濕度（％）  | 83                  | 88                  | 91                  | 92                  | 95                  | 96                  | 95                  | 94                  | 91                  | 88                  | 84                  | 79                  | 89                  |
| 来源：香港天文台    |                     |                     |                     |                     |                     |                     |                     |                     |                     |                     |                     |                     |                     |

在每年10月底至12月期間的秋高氣爽的日子，萬里晴空山頭經常清晰可見，身處其上，能俯瞰香港陸地版圖超過八成半地域，東面的獅子山、飛鵝山；南面港島的太平山及背後的南丫島，西南面的大東山、鳳凰山；西面九徑山及青山；西北面的雞公嶺、大刀屻及觀音山；東北面的馬鞍山及八仙嶺及吐露港。元朗平原等均盡入眼簾。
由於位於高地，氣候獨特，接近高空大氣，加上山頂全無障礙物妨礙信號收發，香港天文台、民航處分別在1999年及1998年於大帽山設置兩個雷達站，提供氣象及航空雷達影像和數據；而解放軍在山上亦建有監聽站及守衛室（名為「大帽山雷達陣地」），唯不屬於法定防衛用地之列。
大帽山雖然是香港第一高峰，由於在930米以上屬於天文台禁區，訪遊大帽山，遊人多會沿著大帽山林道（車路）登上山頂部分，而大帽山林道的最高點就在頂部禁區閘口之前，該處之海拔高度已逾930米，但此地並非大帽山上可以登遊的最高位置。

### 2016年1月強烈寒潮
一股來自俄羅斯西伯利亞非常強烈的寒潮於2016年1月22日中午前後抵達香港，大帽山的氣溫由中午約攝氏16度暴跌至1月23日清晨的零下2至3度，並首先出現結霜和結冰現象，其後更因北風強烈及潮濕低溫而出現霧凇、頻密雨夾雪、霰、凍雨及陣雪天氣。1月24日大帽山曾經錄得零下6.0度的氣溫，全日最高溫度只有零下3度，翌日也錄得零下5.9度低溫。而25日清晨4時大帽山錄得最低草溫達零下6.7度，是大帽山以至有記錄以來最嚴寒的一天。
除了在2016年低至零下6度極端低溫外，在多個年份的冬季寒潮影響下，大帽山的温度也常常低於0.0度

## 雷達陣地
為配合赤鱲角新機場興建，民航處於大帽山雷達陣地南面，興建一座航空雷達站，於1995年動工，1998年7月與新機場同步啟用。
1999年，香港天文台再於大帽山雷達陣地北面，加建另一座天氣雷達站，以監測惡劣天氣，並與既有的大老山氣象站相輔相成。
2014年，有媒體聲稱大帽山雷達陣地新建部分，是一個監聽香港無線電訊號的監聽站，估計由中國人民解放軍駐香港部隊興建，更認為最有可能是由空軍三局負責監聽情報，更指用於監察如市民、政界人士（尤其是持不同政見者）和外國政要等的電話及無線電通訊。
2021年1月，保安局首次承認大帽山山頂的雷達站的用途為防務，用於安置中国人民解放军及其他部門的通訊設備。保安局亦重申大帽山頂雷達站不屬軍事用地，是香港特區政府的土地，並承認該地「用於設置不同機構的通訊裝置，包括用作防務用途」。

## 動植物
大帽山山峰東南面有森林，但受到地勢和氣溫的影響，亞熱帶喬木伸展至海拔550米為止，再高的位置則以較耐寒和耐風的灌木及草為主。有多種稀有香港原生植物生長於大帽山，包括葛量洪茶、山櫻花樹、香港金線蘭、穗花杉等等。從前，大帽山曾盛產一種綠茶。現時一些山坡上仍可看到梯田的痕跡，這些梯田據1859年的倫敦新聞畫報記述在當時已經荒廢。
動物方面，大帽山有各種鳥類、蛇及大头龟、蝴蝶，亦有不少螢火蟲。

## 鄰近支脈各山峰（高度）
- 四方山（785米）
- 妙高台（779米）
- 禾秧山（767米）
- 禾塘崗（704米）
- 猴岩頂（679米）
- 草山（646米）
- 觀音山（552米）
- 大刀屻（566米）
- 針山（532米）
- 北大刀屻（480米）
- 金山（369米）

## 軼事

### 1994年綁架凶殺案
1994年9月26日，十歲男童王雲騫在上學途中被綁架，綁匪要求男童父親繳付港幣三百萬元贖金，並多次更改交付贖金的時間地點。警方追查後發現男童的堂叔父牽涉此案，並於9月28日採取連串行動拘捕多名涉案同黨，其中一名涉案男子表示男童被藏在大帽山，警方搜索兩天後，在山坡草叢上發現王雲騫的屍體。1995年1月，男童的堂叔父於四川重慶落網，與另一名姓葉主謀被判綁票及謀殺罪成，判處終身監禁。

### 2023年男子失蹤事件
12月21日，一名男子在大帽山遠足期間疑因天氣嚴寒而無法繼續走動，遂報警求助。警方、消防和政府飛行服務隊到場搜索，但至22日清晨仍未有發現。

## 註腳
1. ↑  .   [2009-08-13]. （原始内容存档于2009-08-25）.
2. ↑  . 香港天文台.   [February 6, 2018]. （原始内容存档于2016-10-03）.
3. ↑  . 香港天文台.   [February 6, 2018]. （原始内容存档于2016-10-03）.
4. ↑  . 香港天文台.   [February 6, 2018]. （原始内容存档于2016-10-03）.
5. ↑  . 香港天文台.   [February 6, 2018]. （原始内容存档于2016-10-03）.
6. ↑  . 蘋果日報. 2016-01-24  [2016-01-24]. （原始内容存档于2016-01-25）.
7. ↑  . 民航處 (报告). 1995: 14.
8. ↑  . 地政總署. 1995-12-19  [2023-04-23].
9. ↑   (PDF). 民航處: 15.   [2020-09-12]. （原始内容存档 (PDF)于2020-04-16）.
10. ↑  . 香港天文台.   [2023-03-28]. （原始内容存档于2022-09-14）.
11. ↑  . 東方日報 (香港). 2014-11-18  [2018-07-12]. （原始内容存档于2020-05-11）.
12. ↑  . 蘋果日報 (香港). 2014-11-18  [2018-07-12]. （原始内容存档于2018-07-12）.
13. ↑  . 明報新聞網 - 即時新聞 instant news.   [2021-03-22]. （原始内容存档于2021-06-23） （中文（繁體））.
14. ↑  John Warner. . J. Warner Publications. 1981. ISBN 978-9627015055.
15. ↑  . 明報新聞網. 2023-12-22  [2023-12-22]. （原始内容存档于2023-12-26） （中文（香港））.

## 遠足參考
- . 山上行 www.walkonhill.com. 8月24日  [2014-08-19]. （原始内容存档于2014-11-09）.
- 【山全部都係山】大帽山行山路線合集︱日出露營交通懶人包 （页面存档备份，存于）
- . Hikingbook Inc.   [2024-03-05].